# تپه ابودلف
تپه ابودلف مربوط به سدهٔ ۴ تا ۸ ه.ق است و در شهرستان شازند، جنوب غربی شهرآستانه واقع شده و این اثر در تاریخ ۱۰ دی ۱۳۸۱ با شمارهٔ ثبت ۶۶۰۲ به‌عنوان یکی از آثار ملی ایران به ثبت رسیده است.